# Ингенуй
Ингенуй (лат. Ingenuus) — римский император-узурпатор в 258 или 260 году. В источниках о нём содержатся разрозненные данные. Известно, что он выступил против Галлиена, возглавляя войска в Паннонии, но потерпел поражение и погиб.

## Биография

### Жизнь до прихода к власти
О происхождении и карьере Ингенуя в источниках нет никаких сведений. Несмотря на то, что в исторической литературе его обычно называют Ингенуем, в трудах античных писателей он фигурирует и как Ингенуй, и как Ингеб, и даже как Генуй. Остаётся неизвестным и тот факт, какую конкретно должность он занимал на момент своего провозглашения императором. Требеллий Поллион, автор жизнеописания Ингенуя в «Истории Августов» пишет, что Ингенуй управлял обеими Паннониями и был объявлен императором мезийскими легионами. В целом с ним согласен и Аврелий Виктор, сообщавший, что Ингенуй был правителем Паннонии. Таким образом, можно сделать вывод, что он находился на каком-то высоком посту в придунайских провинциях и возглавлял войска одной или нескольких провинций данного региона. Историк Й. Фитц высказал мнение, что Ингенуй исполнял обязанности военного советника при сыне императора Галлиена Валериане II, находившемся в роли представителя правящего рода в придунайских областях.

### Узурпация и гибель
Дата провозглашения Ингенуя императором не совсем ясна — в его биографии (История Августов) говорится, что он восстал в консульство Туска и Басса — то есть в 258 году. Однако Аврелий Виктор в своём сочинении «О цезарях» сообщает, что это произошло после того, как Ингенуй узнал о пленении персами императора Валериана, а современные исследователи относят это событие к 260 году. Соответственно, некоторые исследователи датируют выступление 258 годом, некоторые — 260 годом. Так, последнюю датировку поддерживают историки Джон Дринквотер и Дэвид Поттер. Они выступают против точки зрения Фитц, что восстание Ингенуя имело место в 258 году вскоре после смерти Валериана II. Аргументация Фитца сводится к тому, что он считал причинами мятежа смерть Валериана II и страх перед вторжением маркоманов. Однако шаткость его версии заключается в том, что не существует никаких доказательств набегов маркоманов в 258 году. Авторы Prosopography of the Later Roman Empire считают, что Ингенуй был провозглашен императором в Сирмии.
Очевидно, одной из причин узурпации была внешняя опасность со стороны сарматов придунайским провинциям империи. По некоторым реконструкциям, после смерти Валериана II Ингенуй остался самым влиятельным человеком на дунайской границе, и Галлиен, опасаясь роста его могущества, закрыл монетный двор в Виминации. Однако Ингенуй, ссылаясь, очевидно, на опасность со стороны варваров и бездействие Галлиена, побудил солдат объявить себя императором. Кроме того, по всей видимости, он опирался и на поддержку жителей придунайских провинций, считавших, что центральное правительство проявляет недостаточное внимание к их нуждам.
Монет с изображениями Ингенуя не сохранилось, что свидетельствует о краткосрочности его узурпации и географической узости выступления, также неизвестны и какие-либо его надписи. Галлиен для борьбы с ним срочно покинул рейнскую границу и отправился на Дунай, стянув войска из Британии, прирейнских областей, Дакии, а также задействовав недавно созданный конный корпус под командованием Авреола. По подсчетам Ю. К. Колосовской, к операциям против Ингенуя были привлечены вексилляции семнадцати легионов. Войска Ингенуя были разгромлены Авреолом в битве при Мурсе в Паннонии. Сам он пытался бежать, но был убит своими же солдатами. По другой версии, он утонул в соседней реке или покончил жизнь самоубийством. После подавления восстания Галлиен достаточно снисходительно отнёсся к выдвинувшим Ингенуя солдатам, но подверг репрессиям поддержавшее узурпатора гражданское население региона.

### Итоги восстания
Выступление Ингенуя по-разному оценивается в исследовательской литературе — одни историки считают его узурпацию, также как и более позднюю узурпацию Регалиана проявлением сепаратизма провинций Римской империи и попыткой создания отдельной Дунайской империи (по аналогии с Галльской). По другому, более распространённому на данный момент взгляду, эти выступления не являлись попытками отделения от Рима каких-то территорий, Ингенуй не двинулся с войсками на Рим только из-за недостатка сил и наличия внешних угроз.